# Roland TB-303

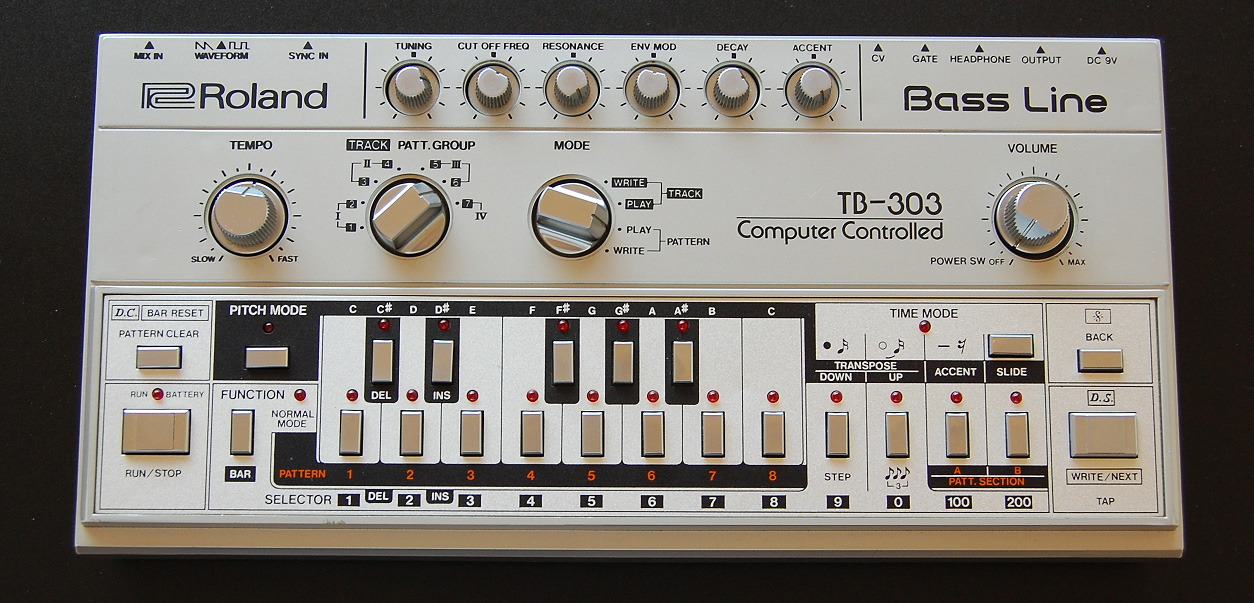
Ia tastiera Roland TB-303

La TB-303 Bass Line è un sintetizzatore con sequenziatore incorporato. Prodotta dalla Roland Corporation dalla fine del 1981 al 1984, ha avuto un importante ruolo nell'evoluzione della musica elettronica. Il capo designer del TB-303, Tadao Kikumoto, fu anche progettista responsabile della creazione della drum machine TR-909. 

Nel 2011 The Guardian inserì la commercializzazione del TB-303 nel 1981 come uno dei 50 eventi-chiave nella storia della musica dance.

## Storia
La TB-303 (abbreviazione di "Transistorized Bass") fu originariamente concepita per fornire linee di basso di accompagnamento ai chitarristi durante i loro studi o le loro esercitazioni. La produzione durò solo 18 mesi circa per una produzione complessiva di appena 10.000 unità siccome fu riconosciuta come inutile allo scopo non potendo fare note ben definite. Fu solo dopo la metà degli anni Ottanta che i DJ ed i compositori di musica elettronica di Chicago cominciarono ad impiegare massicciamente la Roland 303 nell'ambito della nascente scena house.

## Impieghi
Alla fine degli anni Ottanta ed all'inizio degli anni Novanta, con la nascita del genere acid house, il TB-303 veniva spesso velocizzata, per produrre un suono più aspro che richiamasse, appunto, un liquido acido. Esempi di questa tecnica si trovano in "Ten Ragas To a Disco Beat" di Charanjit Singh (1982), in "Acid Tracks" dei Phuture (1987), in "Acperience" degli Hardfloor (1992) ed in "Volcano" degli Interlect 3000 (1993).
In altre situazioni il TB-303 veniva invece notevolmente distorto e trattato, come in "Higher State of Consciousness" di Josh Wink (1995).
La celebre sonorità "acid" è tipicamente ottenuta suonando un pattern ripetitivo di note sulla TB-303, alterando la frequenza di taglio, la risonanza e la modulazione dell'inviluppo del suono dei filtri. Il controllo dell'accento modifica il volume della nota, la risonanza del filtro e la modulazione dell'inviluppo, permettendo ulteriori variazioni nel timbro. Un effetto distorsivo, prodotto tramite un pedale per chitarra elettrica oppure facendo l'overdrive dell'input di un mixer audio, viene di solito usato per dare alla TB-303 un timbro più denso e rumoroso, con una sonorità molto più ricca di armonici.

## Caratteristiche
La TB-303 dispone di un singolo oscillatore audio, che può essere configurato per produrre un'onda a dente di sega o di un'onda quadra: l'onda quadra è derivata dall'onda a dente di sega attraverso un semplice circuito generatore di forme d'onda ad un solo transistor. Lo strumento include anche un semplice generatore di inviluppo, con un solo controllo decay. La macchina include anche filtro Lowpass, con attenuazione -18dB per ottava, e controlli per frequenza di taglio, risonanza e parametri di modulazione. Inoltre dispone di uscite CV e GATE che permettono di inviare dati per il controllo di sintetizzatori esterni, inviando il segnale di cv all'intonazione di un oscillatore, o un filtro controllato in tensione e il segnale di GATE ad un generatore di inviluppo. Va infine detto che si tratta di uno strumento pre-midi, che per essere sincronizzato con moduli esterni adotta la tecnologia denominata 'dyn sync'. In caso quindi voglia essere sincronizzata coi sistemi moderni, si avrà bisogno di un convertitore di segnale dyn sync - midi.
Il sequencer TB-303 ha alcune caratteristiche uniche che contribuiscono al suo suono caratteristico. Durante la programmazione di una sequenza, l'utente può stabilire se una nota debba essere accentata e se essa debba avere portamento, inteso come una transizione fluida verso la nota seguente. La circuiteria del portamento impiega una porzione fissa di tempo, che significa che qualsiasi sia l'intervallo tra le note, il tempo necessario per arrivare all'intonazione giusta è sempre lo stesso. La circuiteria dell'accento, oltre ad aumentare l'ampiezza di una nota, enfatizza anche il taglio e la risonanza, producendo un caratteristico suono "wow" con le impostazioni di risonanza settate sul massimo. La Roland si riferisce a questo parlando di "circuito gimmick".
Lo strumento è caratterizzato una metodologia di inserimento dei dati relativi alle note nel sequencer strutturato in 16 step programmabili, 64 patterns e 7 songs: una caratteristica notoriamente molto difficile da padroneggiare e che spesso porta ad inserire delle sequenze diverse da quelle che si avevano in mente. C'è anche chi sfrutta la "modalità guasto" (failure mode), che subentra in caso di cali di tensione (ad esempio togliendo le batterie) e che provoca un rimescolamento casuale dei patterns memorizzati.
Ci sono state diverse modifiche al progetto TB-303 originale, come il "Devilfish", "Acidlab", Kenton e "Borg": si tratta di versioni che in genere offrono parametri aggiuntivi o il controllo esterno di quelli originali (tramite CV input), o di altri effetti che consentono di modificare il timbro complessivo (come overdrive o frequency/ring modulation), oltre magari alla sostituzione fisica della porta dyn sync con quella midi, aggiornandola a tutto l'hardware moderno.

## Cloni
Attorno alla metà degli anni Novanta si assistette ad un aumento, nell'ambito della scena musicale dance elettronica, della domanda di TB-303. Dato che ne erano stati prodotti veramente pochi, molte piccole compagnie cominciarono a progettare propri sintetizzatori che emulassero in qualche modo il TB-303. Questa ondata di cloni ebbe inizio con una società chiamata "Novation Electronic Music Systems", che nel 1994 mise in distribuzione la tastiera portatile "Bass Station". Molti altri cloni seguirono, tra cui il "777" della Future Retro, la "TeeBee" della Syntecno, la "MS-404" della Doepfer, la "MB33" della MAM, la "FB-383" della Freebass, la "Revolution" della Future Retro, la "Bassline" della Acidlab, la "ML-303" della Acidcode, la "TM3030" della Oakley, la "x0xb0x" della Ladyada, il "Trans-Bass-Xpress" della Analogue Solutions e la "MAB-303" della Will Systems. A seguito della crescente diffusione di questi cloni, nel 1996 la Roland, produttrice del TB-303 originale, decise finalmente di prenderne atto e di produrre una nuova versione del proprio prodotto, il MC-303 Groovebox. Nonostante gli sforzi della Roland, il loro "clone" del 303 si rivelò essere un prodotto totalmente nuovo, che non aveva praticamente niente a che vedere con il TB-303 originale, se si escludono alcuni samples di basso ed il caratteristico design dell'interfaccia. La differenza più evidente era lo sfruttamento di un economico sintetizzatore digitale rispetto alla circuitazione analogica del TB-303.
Dal 1997 cominciarono a prendere piede i sintetizzatori software. Un programma notevole fu l'emulatore ReBirth RB-338 prodotto dalla Propellerhead Software. Un software che conobbe presto larga diffusione, fornendo la possibilità di riprodurre in modo molto economico le sonorità del TB-303 classico, delle drum machines TR-808 e più tardi della TR-909, senza dover investire in hardware. La Roland contattò la Propellerhead per comunicare loro un ufficioso "pollice alto" che la Propellerhead considerò di fatto come sigillo di approvazione della compagnia per il loro prodotto. Dal 2005 la Propellerhead Software ha interrotto l'assistenza per ReBirth, che è diventato un software libero scaricabile gratuitamente dal Rebirth Museum. Nel 2010 fu però distribuita una nuova versione a pagamento per iPhone e iPad della Apple, in grado di sfruttare le caratteristiche touch di questi apparecchi.
Un clone software particolarmente riuscito è anche il plugin "Bass Line" per AudioRealism.
Un clone recente, o per meglio dire la "replica" (ma non nell'aspetto), è una soluzione hardware fai-da-te chiamata "x0xbox", che usa gran parte delle componenti originali del sintetizzatore ed è quindi in grado di riprodurre dei suoni molto vicini all'originale, spesso identici. La sezione del sequencer differisce però da quella del TB-303 in quanto presenta anche dei supporti per le interfacce MIDI e USB. In aggiunta va detto che se non si hanno le specifiche competenze tecniche, non è molto semplice da montare, ma se ne possono facilmente trovare (tramite internet) di già assemblate, sia nuove che usate. Infine, ancora più recente della x0xbox, è la TT 303 prodotta dalla Cyclone, che non solo a livello di componentistica interna ma anche a livello di aspetto esteriore, è praticamente quasi identica al TB-303 originale, differendo soltanto per qualche indicazione sul pannello front per via del fatto di integrare il MIDI, trattandosi di strumento moderno.
Anche il sintetizzatore virtuale "Massive" della Native Instrument contiene un filtro modellato su quello del TB-303, permettendo all'utente di creare suoni "acidi" molto simili al timbro originale Roland, ribadendo però che il miglior clone virtuale resta l'ABL della Audiorealism, oggi giunto alla seconda versione. Nel marzo del 2019 il sistema per affittare mensilmente una serie di plug-in della Roland chiamato Roland Cloud aggiunge il plug-in TB-303 Cloud che  sfruttando la tecnologia ACV – Analog Circuit Behavior supera notevolmente di qualità sonora l'ABL della Audiorealism. Un’altra interessante replica hardware è il MAM MB33 Retro, completamente fabbricato in Germania.
Merita una citazione anche il MC-202 MicroComposer sempre della Roland, un sintetizzatore/sequencer analogico mono, distribuito nel 1983. Non può essere considerato un vero e proprio clone del TB-303 ma vi è comunque molto legato. È simile anche al sintetizzatore SH-101, provvisto di un oscillatore controllato in tensione con onde sia a dente di sega che quadre, ed un filtro di risonanza a -18db, il tutto in circuteria analogica.
Infine a Marzo 2014 la stessa Roland riprende in mano la situazione e stupisce il mondo intero con la serie 'AIRA' in cui la TB-303 viene adeguatamente emulata in digitale (grazie alla nuova tecnologia Roland chiamata ACB, Analog Circuit Behavior)e va detto, in maniera molto più credibile rispetto al poco fortunato MC-303, aggiungendo inoltre un touch panel che semplifica la scrittura dei pattern e la performance in real time, più varie innovazioni tra cui va menzionato almeno lo 'scatter', una sorta di multieffetto controllabile tramite il touchpad. Non a caso il nome TB-3, 'Touch Bassline'. Stavolta la Roland pare abbia fatto di nuovo centro, dato che parallelamente con lo stesso principio è andata a rinnovare e riproporre le mitiche TR-808 e 909 in un'unica nuova e molto arricchita groovebox, la TR-8 e la più aggiornata TR-8S. Stesso principio per il sintetizzatore SH-101, prima rimpiazzato dal Gaia e poi dal 'System-1 Plug Out Synthesizer', un virtual dal concetto innovativo capace di emulare varie circuiterie dei più famosi (e costosi) suoi predecessori come per esempio lo storico 'System-100'.
Nell'autunno 2019, la tedesca Behringer presenta il clone TD-3, sviluppato da un team italiano, disponibile in 3 colorazioni differenti (silver, blue, red) e dotato di interfaccia MIDI e USB.
A differenza dell'originale, il filtro passabasso non ha una pendenza 18 db/ottava ma 24 db/ottava. Inoltre è dotata di un circuito di distorsione, clone del distorsore Boss DS1, che la 303 originale non aveva. La stessa Behringer ha poi rilasciato nell'estate del 2021 un ulteriore clone: la TD-3 MO (Modded Out), una versione modificata che in pratica clona la TB-303 nella versione modificata Devilfish, la seguente modifica aggiungeva piú varietà al suono e riusciva a dare maggiori filtri sub armonici e risonanze era e rimane una delle mod più ricercate dai produttori di Acid House, Acid Techno, Trance, Ambient, Freetekno e Big Beat.
Nel 2022 inaspettatamente la Donner si immette sul mercato dei synth creando un ulteriore clone la B1,caratterizzata da un approccio più semplificato alla programmazione la B1 offre un arpeggiatore, un delay, un saturore (per distorcere o dare piú spessore al suono stesso) e una tastiera pù ampia doppiando la 303 originale.

## Citazioni
- Il TB-303 è il soggetto del primo singolo di Fatboy Slim, Everybody Needs a 303.
- Il TB-303 è il soggetto di un brano di Showtek, My 303.
- Il TB-303 ed il TR-909 sono usati meticolosamente in Three O' Three dei Public Energy (1992, #STR 3492).
- Il TB-303 è stato usato dai Daft Punk per il brano Da Funk nel loro album Homework.
- Al TB-303 fanno riferimento Dub FX e Sirius nella loro canzone "Slope of the famous TB-303", dall'album 'A Crossworlds'.
- Il TB-303 è il soggetto del brano di Nicky Romero intitolato Generation 303.
- Il TB-303 è stato usato da Nari & Milani per il brano Kendo.